# Quốc tế xã hội chủ nghĩa
Quốc tế xã hội chủ nghĩa là tổ chức quốc tế của các đảng dân chủ xã hội, lao động, và chủ nghĩa xã hội dân chủ.
Tổ chức này thành lập tháng 7 năm 1951 tại Frankfurt am Main, Đức, lấy tên theo tổ chức Quốc tế thứ hai.
Tổng thư ký hiện tại của Quốc tế xã hội chủ nghĩa là Benedicta Lasi (Ghana) và chủ tịch hiện tại của Quốc tế xã hội chủ nghĩa là thủ tướng Tây Ban Nha, Pedro Sánchez, cả hai đều được bầu tại Đại hội Quốc tế gần đây nhất được tổ chức tại Madrid, Tây Ban Nha, năm tháng 11 năm 2022.